# Calavorno
Calavorno è una frazione del comune italiano di Coreglia Antelminelli, nella provincia di Lucca, in Toscana.
Il borgo è situato nei pressi del fiume Serchio.

## Storia
Le origini del paese potrebbero risalire all'epoca romana; secondo la tradizione lo stesso toponimo sarebbe da ricondurre a un presunto patrizio di nome Vornius che abitava in questo.
In epoca altomedievale fece parte del feudo dei Ronaldinghi di Loppia, che qui possedevano un castello e un ospedale intitolato a san Leonardo e situato nei pressi del ponte; ciò è testimoniato da un atto del 1171 conservato all'Archivio arcivescovile di Lucca. L'ospedale rimase attivo fino al XIV secolo, quando andò incontro a un forte degrado che si concluse con il suo abbandono e il trasferimento dello stesso a Ghivizzano nel 1564.
Secondo l'annalista Tolomeo, nel 1187 il castello di Calavorno fu dato alle fiamme e distrutto dai Lucchesi come rappresaglia in seguito a una ribellione ordita insieme al popolo di Ghivizzano.
Finito sotto la giurisdizione di Lucca, entrò a fare parte della vicaria di Coreglia. Nel 1345 Calavorno fu teatro della battaglia tra l'esercito guidato dal conte Ettore da Panigo e da Filippo Gonzaga, e quello dei pisani. Il 12 maggio 1355, tramite diploma sottoscritto a Pisa, l'imperatore Carlo IV di Lussemburgo affidò la contea di Coreglia a Francesco Castracani degli Antelminelli, comprendente anche la comunità di Calavorno.
Perse le fortificazioni e l'ospedale, in età moderna il borgo iniziò a essere conosciuto come Capanne di Vitiana, riprendendo l'antica denominazione solo all'inizio del XX secolo in seguito al ripopolamento dovuto alla costruzione della strada provinciale e della stazione ferroviaria.

## Monumenti e luoghi d'interesse

### Architetture religiose

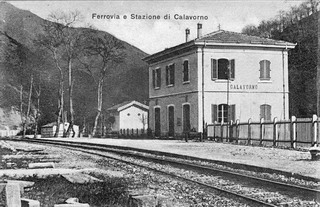
La stazione di Calavorno in una cartolina

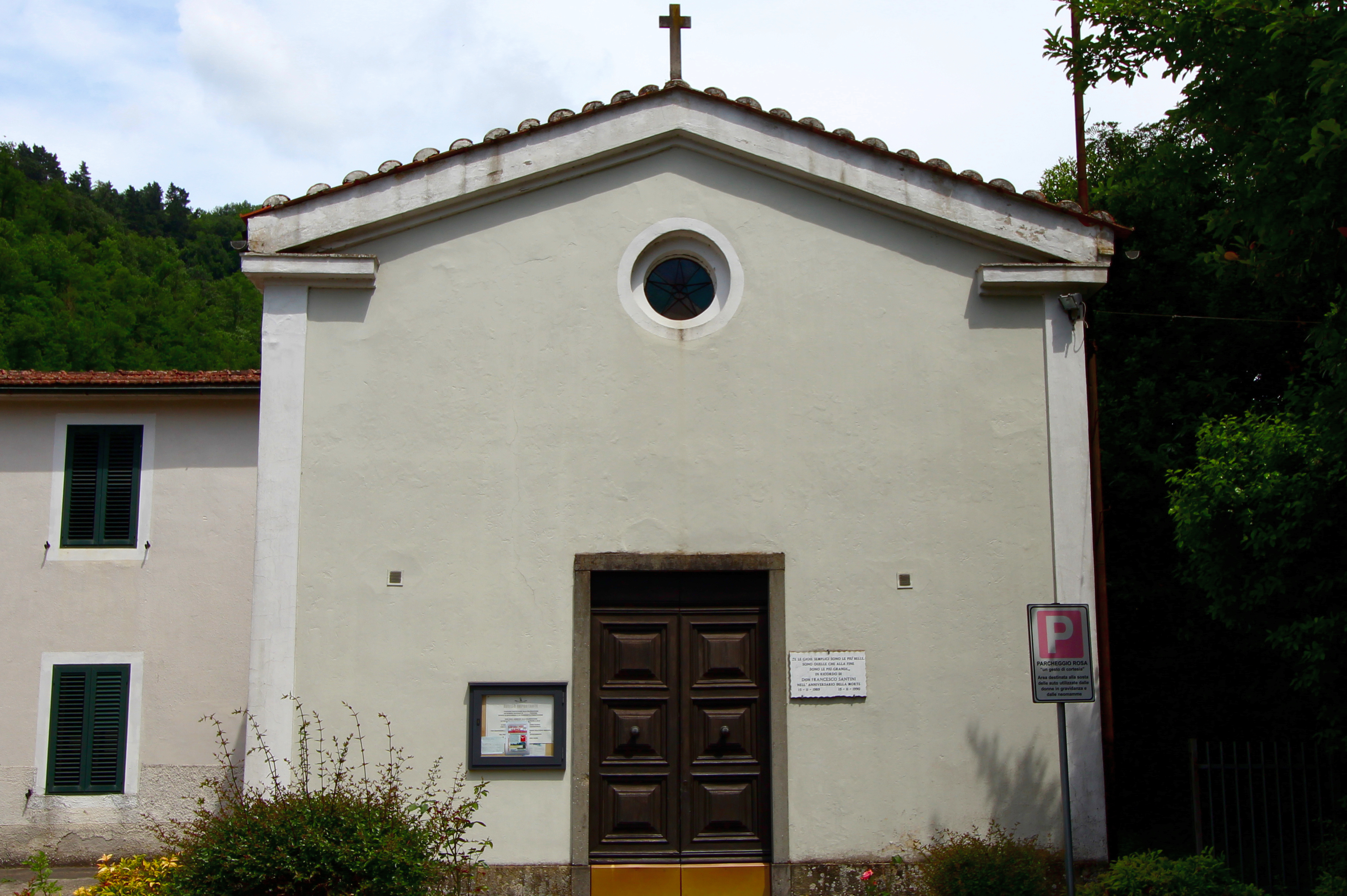
La chiesa dei santi Leonardo e Silvestro

La chiesa parrocchiale di Calavorno è dedicata ai santi Leonardo e Silvestro ed è situata nei pressi del ponte sul fiume Serchio. Risulta menzionata come cappella al servizio dell'ospedale nel 1187, con la dedicazione a san Nicolai. Durante la visita pastorale del monsignore Matteo Trenta nel 1451, la chiesa è interdetta in quanto fortemente pericolante; lo stesso avvenne durante la visita di Alessandro Guidiccioni del 1559, a testimonianza dell'ormai stato di rovina del complesso ospedaliero, che venne infatti poco dopo trasferito a Ghivizzano. Ottenuta la dedicazione a san Leonardo, nel corso del XVII secolo la chiesa venne totalmente rinnovata, come testimoniato da un disegno di Giovanni Mazzarosa del 1666.
Nel 1935 la chiesa subì dei lavori di ampliamento con l'allungamento della navata che compromisero la facciata storica dell'edificio.

### Architetture civili
Il ponte a due arcate di Calavorno, già documentato in epoca alto-medievale, fu ricostruito nel 1376 con i fondi delle comunità limitrofe di Coreglia, Ghivizzano, Gioviano, Lucignana, Tereglio e Vitiana, con l'approvazione del Consiglio generale di Lucca; si registrano altri lavori di rafforzamento e ristrutturazione nel 1557, nel 1657, nel 1690 e nel 1733. Distrutto dai tedeschi durante la seconda guerra mondiale, fu ricostruito provvisoriamente in ferro dagli americani e poi definitivamente abbattuto. Un nuovo ponte venne edificato poco distante dal luogo originario, nel punto dove sorge la chiesa parrocchiale.

## Infrastrutture e trasporti
Calavorno è stata servita nel corso del XX secolo da una propria stazione ferroviaria, posizionata sulla ferrovia Lucca-Aulla. La stazione fu operativa a partire dal 1911, quando il 27 luglio di quell'anno venne inaugurato il tratto Bagni di Lucca-Castelnuovo di Garfagnana, e chiuse tra il 1999 e il 2003.